# Caridade
Caridade este un oraș în statul Ceará (CE) din Brazilia.